# 島津斉宣
島津 斉宣（しまづ なりのぶ）は、江戸時代後期の大名。島津氏の第26代当主。薩摩藩の第9代藩主。島津斉彬と天璋院（篤姫）の祖父にあたる。

## 生涯
安永2年（1774年）12月6日、8代藩主・島津重豪の長男として江戸で生まれる。母は中納言・堤代長の娘である春光院。天明7年（1787年）1月、父・重豪の隠居により、家督を継いで9代藩主となった（同時に11代将軍・徳川家斉（正室が姉の広大院であり義兄にあたる）より偏諱を賜り、初名の忠堯（ただたか）から斉宣に改名する。しかし実権は父・重豪に掌握されていた。
文化2年（1805年）12月には『亀鶴問答』を著し藩政改革の方針を示したが、父・重豪との主導権争いが激化し、さらに薩摩藩の財政改革問題などから内紛（近思録崩れ）が起こる。これにより文化6年（1809年）6月、斉宣は重豪より近思録崩れの責任を問われ、長男の斉興に家督を譲らされて強制隠居させられた。
天保12年（1841年）10月、江戸の薩摩藩下屋敷にて死去。享年69。

## 人物
- 国学で有名な高山彦九郎と親交があった。
- 江戸に重豪、斉宣の2人の隠居を抱える薩摩藩の出費は莫大なもので、斉宣は経費が少なくて済む薩摩での隠居を度々幕府に願い出たが却下される。そのため隠居後は一度も薩摩に帰国出来なかった。却下理由については「御台所茂姫の命により、再び斉宣によって国元で近思録崩れのような騒動を起こさせないため」と明言した文書が残っており[要出典]、姉・茂姫との仲は険悪だったようである。
- 父・重豪が孫・斉興に出した手紙で「問題があった時、江戸にいる時には奥平昌高に相談し、国元にいる時には島津忠厚に相談するように」（奥平昌高と島津忠厚は斉宣の弟であり、斉興の叔父にあたる）とあり、藩政からは徹底的に排除された模様である。しかし重豪が死ぬ直前には、在所の白金屋敷から重豪のいた高輪屋敷に移って看病しており、表面的には和解していたようである。
- 今上天皇は斉宣の仍孫に当たる[注釈 1]。

## 官歴
※月日は旧暦
- 1786年（天明6年）従四位下、侍従兼豊後守。
- 1787年（天明7年）家督相続。ついで、左近衛権少将兼薩摩守。
- 1794年（寛政6年）11月27日、従四位上左近衛権中将。薩摩守如元。
- 1809年（文化6年）6月17日、隠居。修理大夫に転任。左近衛権中将如元。
- 1841年（天保12年）閏1月4日、正四位上。

## 系譜
- 父：島津重豪（1745-1833）
- 母：春光院（お千万の方、1747-1811） - 堤代長の娘
- 養母：保姫（1747-1769）
- 正室：梅姫、敦 - 佐竹義敦の娘
- 継室：享姫 - 丹羽長貴の娘
- 側室：島津久建の娘
- 側室：林昌世の娘
  - 男子：職之助
  - 男子：秦之進
  - 男子：範之進
- 側室：佐竹義和の養女 - 鈴木勝直の娘
  - 長男：島津斉興（1791-1859）
- 側室：浦橋 - 早川兼備の次女
  - 男子：清二郎
- 側室：籌姫 - 荒田常明の娘
  - 七男：島津忠剛（1806-1854） - 島津久賢、島津忠喬の養子
- 側室：島津久尹の養女 - 橘川時吉の娘
  - 女子：有馬晴姫（晴雲院、1820-1903） - 島津斉興の養女、有馬頼永正室
  - 十二男：種子島久珍（1822-1854） - 種子島久道の養子
- 側室：青木盛旻の娘
  - 女子：聡姫 - 阿部正篤正室
  - 男子：謙次郎
- 室：お蘭 - 旗本・中根正房の娘
  - 三男：島津忠公（1799-1872） - 島津忠貫の養子
  - 女子：随姫 - 祀姫、随真院、伊達兵五郎の婚約者のちに島津忠徹正室
- 側室：百十 - 真如院殿、宝樹院、島津樵風の養女
  - 女子：郁姫（興子、1807-1850） - 島津斉興の養女、近衛忠煕正室
  - 十一男：松平勝善（1817-1856） - 松平定通の養子
- 側室：島津仲久隣の娘
  - 次女：松寿院（隣姫、於隣、御隣の方、1797-1865） - 種子島久道の正室
  - 男子：剛之進
  - 男子：夙之丞
  - 男子：信八郎
  - 女子：寵姫 - 大久保忠愨正室
- 側室：須山則勝の娘
  - 女子：操姫 - 本多康禎正室
  - 男子：武五郎
- 側室：佐藤氏
  - 女子：勝姫 - 島津斉興の養女、松平康寿正室